# Estació de Caffiers
L'estació de Caffiers és una estació ferroviària situada al municipi francès de Caffiers (al departament del Pas de Calais).
És servida pels trens del TER Nord-Pas-de-Calais (de Boulogne-Ville a Lille-Flandres i de Calais-Ville a Amiens).
| Provinença     | Estació anterior | Línia                  | Estació següent | Destinació                        |
| -------------- | ---------------- | ---------------------- | --------------- | --------------------------------- |
| Calais-Ville   | Pihen            | TER Nord-Pas-de-Calais | Le Haut-Banc    | Amiens                            |
| Boulogne-Ville | Le Haut-Banc     | TER Nord-Pas-de-Calais | Pihen           | Lille-Flandres (via Calais-Ville) |